# Antibiotikum

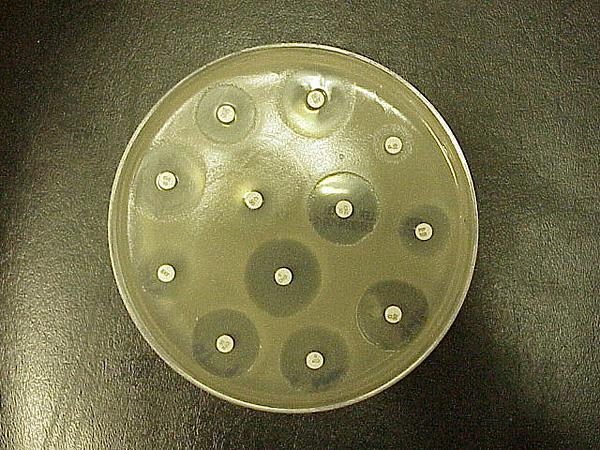
Test av antibiotikas hämmande verkan på bakterietillväxt.

Antibiotikum (plural: antibiotika) (från grekiska anti, mot, och bios, liv) är läkemedel som verkar mot bakterier.
För biologer är det ämnen som producerats av levande organismer i syfte att hålla andra organismer borta. Exempelvis lever både bakterier och svampar antingen som parasiter eller på att bryta ned dött material. Eftersom båda har samma födokälla försöker de förgifta varandra genom att utsöndra ämnen som de andra inte tål. Exempelvis producerar penselmögel penicillin för att hålla bakterier borta, medan aktinobakterier producerar amfotericin för att hålla svampar borta. 
De antibiotika som blivit kända för vårdpersonal och i förlängningen för allmänheten är sådana som kan användas som läkemedel. När man pratar om antibiotika i dagligt tal syftar man på läkemedel mot bakterier i allmänhet, även preparat som är syntetiska, det vill säga som saknar motsvarighet i naturen. Läkemedlen kan vara antingen baktericida (avdödande) eller bakteriostatiska (tillväxthämmande).
Svampar och växter kan också avskräcka djur från att äta upp dem med antibiotika som hämmar djurcellers funktion. Mest känt är förmodligen ciklosporin, som bland annat används vid psoriasis och för att minska risken för avstötning av transplanterade organ. Även streptomycin kan räknas till denna grupp.

## Historia
I folkmedicinen har sedan gammalt mögel använts som botemedel vid olika sjukdomar. Kvicksilver användes även som antimikrobiellt läkemedel mot syfilis redan på 1500-talet. Detta var dock mycket farligt för patienten. 
Den första vetenskapliga observationen över antagonism mellan olika mikroorganismer gjordes av Pasteur och Joubert, vilka redan 1877 iakttog att vissa aeroba bakterier hämmade växten av mjältbrandsbakterier, och uttalade en förmodan att detta kanske skulle kunna användas terapeutiskt. Garré fann 1887 att pyoceaneusbakterien hade förmåga att avsöndra antibakteriellt verkande ämnen. Åtskilliga forskare studerade detta fenomen och 1899 framställde Rudolph Emmerich och Oscar Löw ett extrakt ur pyoceanuskulturer, kallat pyoceanas, som verkade upplösande på mjältbrands- och difteribakterier.
I slutet av 1800-talet sysslade Paul Ehrlich med mikroskop och noterade att vissa färgämnen ansamlades i bakterier men inte i mänsklig vävnad. Han fick då idén att utveckla ett gift som ansamlades i syfilisbakterier men inte i mänsklig vävnad, och hans assistent Sahachiro Hata uppfann arsenikföreningen arsfenamin (Salvarsan) 1909. Sulfonamid gav Gerhard Domagk Nobelpriset 1939, och 1945 fick Alexander Fleming, Howard Walter Florey och Ernst Boris Chain Nobelpriset för upptäckten respektive fördjupade insikter om en av världens mest använda antibiotikatyper, penicillin. Waksman fick Nobelpriset 1952 för sin upptäckt av streptomycin.

## Antibiotikatyper och verkningsmekanismer
För att ett antibiotikum skall kunna användas måste det kunna skada eller avdöda bakterieceller (prokaryota celler) utan att i alltför hög utsträckning skada människo- eller djurceller (eukaryota celler). Det måste alltså verka på de beståndsdelar eller processer i bakterier som saknas hos, eller är mycket annorlunda jämfört med, eukaryota celler. Av dessa finns endast ett fåtal. Se nedan.

### Cellvägg
De allra flesta bakterier, till skillnad från alla djurceller, har en cellvägg. Antibiotika som förstör eller hindrar uppbyggnad av denna tillhör de mest använda antibakteriella läkemedlen. Den största gruppen av dessa kallas betalaktamantibiotika och inbegriper penicilliner, cefalosporiner och karbapenemer. Betalaktamantibiotika har en baktericid verkan. Vissa glykopeptider, till exempel vankomycin, stör också uppbyggnaden av cellväggen.

### Proteinsyntes
Såväl bakterier som eukaryoter har ribosomer som tillverkar proteiner efter RNA-ritningar. Det finns dock skillnader i deras uppbyggnad; prokaryoter har en 70S-ribosom uppbyggd av en 30S- och en 50S-enhet, medan eukaryoter har en 80S-ribosom som består av en 40S- och en 60S-enhet. Antibiotika som tetracykliner, aminoglykosider, linkosamider (klindamycin), kloramfenikol, makrolider och linezolid hämmar på olika sätt proteinsyntesen i ribosomen.

### Cellmembranfunktion
Några polypeptider, exempelvis polymyxin E, fungerar som lösningsmedel i det fettrika cellmembranet, vilket medför att bakteriens cellinnehåll läcker ut och bakterien dör.

### Nukleinsyrasyntes
Bakterier saknar cellkärna men har liksom eukaryota celler DNA. Kinoloner och metronidazol stör på olika sätt DNA-syntesen medan rifampicin hämmar RNA-syntesen.

### Ämnesomsättning
Till skillnad från eukaryota celler kan bakterier tillverka folsyra. Trimetoprim är ett exempel på ett vanligt antibiotikum som stör denna tillverkning. Det används ibland tillsammans med sulfonamid som också hämmar folsyrasyntesen.

## Nya antibiotika
Den grundläggande utmaningen i utvecklingen av nya antibiotika är att identifiera och exploatera skillnader i cellstruktur och mekanismer mellan å ena sidan värdorganismens celler och å andra sidan bakteriecellerna. Det är avgörande för ett antibiotikums värde som läkemedel att det har effektiv verkan mot en eller flera mikroorganismer, samtidigt som det utövar så lite skadeverkningar som möjligt på den värdorganism vars infektionssjukdom ska botas. Detta villkor benämnde Paul Ehrlich "selektiv toxicitet", alltså förhållandet att ämnet är skadligt för de sjukdomsframkallande mikroorganismerna men ej eller i liten utsträckning skadar värdorganismens celler.
Utvecklingen av nya antibiotika står inför en rad svårigheter. De är dyra att framställa, och har en kort patenttid jämfört med tiden det tar att täcka utvecklingskostnaderna via försäljning. Försäljningen försvåras även av att förskrivningsperioderna är korta och att det pågår ett arbete med att förhindra överförskrivningar av preparat där resistensutvecklingen fortfarande är låg. Därför är utvecklingstakten av nya substanser för låg för att hantera den globala antibiotikaresistensutvecklingen.

## Bredspektrumantibiotika
De bakterier som orsakar infektioner är av många olika slag. De flesta antibiotika förmår därför bara att påverka en del av dessa bakterier. Antibiotika som påverkar många olika bakterier sägs ha ett brett spektrum, medan antibiotika som påverkar endast en mindre grupp bakterier sägs ha ett smalt spektrum.
Det är bättre att så ofta som möjligt välja antibiotika med smalt spektrum som inte påverkar den normala skyddande bakteriefloran, utan enbart dödar de bakterier som orsakar en viss sjukdom. 
Kinoloner och tetracykliner är exempel på bredspektrumantibiotika.

## Resistens
Ett av de stora problemen inom sjukvården i dag är den snabba resistensutvecklingen bland bakterier, speciellt på sjukhus. Det blir ofta fråga om "kapprustning" mellan bakterier som förvärvar nya mekanismer för att komma runt antibiotikas verkan och sjukvårdens och forskningens försök att hitta nya vägar till behandling. En inte ovanlig missuppfattning är att människor och djur kan bli resistenta (immuna) mot antibiotika, men detta är inte möjligt. Det är den infekterande bakterien som själv blir resistent.
Resistens kan antingen uppkomma genom spontana mutationer i bakteriens genom, eller genom förvärvande av andra bakteriers resistensgener genom en av tre mekanismer:
- Konjugation

Överföring av plasmider mellan bakterier (sker normalt mellan kroppens egen normalflora och främmande bakterier)
- Transformation

Upptag av fritt DNA från döda bakterier i dess närhet
- Transduktion

Överföring av gener mellan bakterier genom en bakteriofag, dvs ett bakterievirus
Det är riskfritt att ta antibiotika så länge man tar hela dosen, under exakt ordinerad tid. Vid varje antibiotikabehandling som inte ger 100 procent avdödning av bakterier överlever dock de bakterier som har den största motståndskraften. Detta kan hända om behandlingen avbryts i förtid eller om dosen är för låg. Då finns det stor risk att man blir sjuk igen (de överlevande bakterierna är resistenta mot den tidigare medicinen och då måste en ny medicin användas). Det finns risk att samma effekt kan uppkomma genom att bakterier utsätts för små mängder antibiotika från spill, rester av antibakteriella rengöringsmedel eller urin och avföring från antibiotikabehandlade. Genom detta urval ökar bakteriestammens resistens. Viktiga åtgärder för att förebygga resistens är att minska den totala användningen av antibiotika och att se till att antibiotikabehandlingar inte avbryts i förtid.
Behandling med bakteriofagterapi kan vara en alternativ bakteriedödande metod för infektioner som inte går att bota med antibiotika.